# Енискилън
Енискѝлън (на английски: Enniskillen; на ирландски: Inis Ceithleann, Ѝниш Сѐлйънх) е град в югозападната част на Северна Ирландия. Разположен е на брега на езерото Лох Ърн в графство Фърмана на 150 km западно от столицата Белфаст. Главен административен център на графство Фърмана и район Фърмана. Населението му е 13 599 жители по данни от преброяването през 2001 г. B Енискилън oт 2007 година има българска общност. Там живеят повече от 80 българи.

## Побратимени градове
- Билефелд, Германия